# Paola Elisabetta Cerioli
Paola Elisabetta Cerioli, al secolo Costanza Cerioli (Soncino, 28 gennaio 1816 – Comonte di Seriate, 24 dicembre 1865), è stata una religiosa italiana, fondatrice delle congregazioni dei religiosi e delle religiose della Sacra Famiglia di Bergamo. È stata proclamata santa da papa Giovanni Paolo II il 16 maggio 2004.

## Biografia
Costanza Cerioli nacque il 28 gennaio 1816 a Soncino (Cremona) da genitori nobili e ricchi: Francesco Cerioli e Francesca Corniani.
Era di costituzione gracile e delicata. Dai dieci ai sedici anni fu affidata alle Suore della Visitazione di Alzano, dove si fece notare per la bontà dell'animo e la diligenza nello studio.
Aveva 19 anni quando il 30 aprile 1835 andò sposa al nobile e ricco Gaetano Busecchi dei conti Tassis, che aveva 60 anni (siamo nell'epoca in cui i matrimoni erano combinati dai familiari) e con il marito si trasferì a Comonte di Seriate, sempre nel bergamasco.
Nei confronti del coniuge, tanto più anziano di lei, malato e spiritualmente lontano, Costanza Cerioli fu sempre generosa, paziente e docile. Ebbe tre figli, uno morì appena nato, un altro ad appena un anno, il terzo infine all'età di 16 anni.
Rimase vedova il 25 dicembre 1854 e, ormai sola e ricca, nonostante avesse solo 38 anni, si isolò dal mondo e visse ritirata nella sua casa, dedicandosi alle opere di carità, in cui impegnò il suo patrimonio.
Iniziò prendendo in casa due orfanelle, che man mano aumentarono di numero, insieme alle persone incaricate della loro formazione ed assistenza; così l'8 dicembre 1857 fondò l'Istituto delle suore della Sacra Famiglia e lei, la vedova Costanza, diventò suora prendendo il nome di suor Paola Elisabetta. Dopo qualche anno fondò anche i Fratelli della Sacra Famiglia, dediti al lavoro e all'apostolato nei campi agricoli, con sede nella villa Tasso sua abitazione di Comonte di Seriate.
Personalmente scrisse per i suoi Istituti le Regole, che furono approvate dal vescovo di Bergamo; si consumò in questa assistenza sociale e attività religiosa e a soli 49 anni morì a Comonte il 24 dicembre 1865.
Fu beatificata il 19 marzo 1950 da papa Pio XII. È stata proclamata santa da papa Giovanni Paolo II il 16 maggio 2004. Il miracolo riconosciuto ai fini della canonizzazione riguarda suor Michelina Rachele Rota, nativa di Sant'Omobono Imagna, guarita nel 1997 da un tumore maligno che i medici avevano giudicato incurabile.